# Heinz Georg Schmenk
Heinz Georg Schmenk (* 1935 in Oberhausen-Sterkrade) ist ein pensionierter deutscher Außenhandelskaufmann, der im Ruhestand als Autor bisher zwei Romane veröffentlicht hat.

## Leben
Der Sohn einer Malermeister-Familie verbrachte seine Jugend überwiegend im Ruhrgebiet. Seine Tätigkeit als Außenhandelskaufmann führte dazu, dass er über Jahrzehnte u. a. in Indien, Kuwait, Mexiko, Libyen und im Iran lebte. Schmenks erster Roman Ein Dussel ist immer dabei erschien 2007 im Ruhrgebiets-Verlag Henselowsky Boschmann. Die Urfassung schrieb der Autor 1986 bei einem Einsatz in Libyen, als ihm der Pass abgenommen wurde und er das Land nicht mehr verlassen konnte.
2011 folgte der Roman Vom Pott bis Pondicherry: Wie Felix nach Indien kam im Verlag Nicole Schmenk. Die auf eigenen Erlebnissen basierende Handlung spielt vor allem in Indien der 1960er Jahre.

## Publikationen
- Ein Dussel ist immer dabei. Henselowsky Boschmann Verlag, Bottrop 2007, ISBN 978-3-943022-00-1.
- Vom Pott bis Pondicherry: Wie Felix nach Indien kam. Verlag Nicole Schmenk, Oberhausen 2011, ISBN 978-3-922750-73-4.